# Ernst Boll
Ernst Friedrich August Boll (Neubrandenburg, 21 settembre 1817 – Neubrandenburg, 20 gennaio 1868) è stato un naturalista, storico e geologo tedesco.
Era il fratello dello storico Franz Boll (1805-1875), con il quale ha lavorato in numerosi progetti. Ernst Boll è ricordato per la sua vasta ricerca che coinvolge la storia naturale del Meclemburgo.

## Biografia
Ha studiato teologia e scienze a Bonn e a Berlino, e dopo la laurea nel 1842, è diventato un insegnante privato nella città di Friedland. Nel 1846 è stato uno dei membri fondatori di Vereins der Freunde der Naturgeschichte Mecklenburg, di cui è stato direttore degli archivi dal 1847 fino alla sua morte nel 1868. In questo periodo ha scritto molti articoli scientifici sulla geologia, petrografia, zoologia e botanica. Uno dei suoi più importanti articoli era Die Geschichte Mecklenburgs, mit besonderer Berücksichtigung der Culturgeschichte, che parlava della storia di Meclenburgo.
Boll è stato anche attivo nella carriera politica e sostenitore delle questioni liberali. È stato un membro di spicco del 1848 del Neubrandenburger Reformbewegung, e attraverso questa confederazione è diventato un buon amico dello scrittore Fritz Reuter (1810-1874). Dopo la sua morte nel 1868, la sua vasta collezione di rocce e fossili sono stati donati al Museo di Neubrandenburg, ma attualmente si trovano nel museo Müritzeum, vicino alla città di Waren.
Dal 1992 lo stato del Meclemburgo-Pomerania Anteriore ha emesso l'Ernst-Boll-Umweltpreis (Premio Ambiente Boll Ernst).

## Pubblicazioni principali
- Geognosie der deutschen Ostseeländer zwischen Eider und Oder, 1846
- Abriß der physischen Geographie, 1850
- Die Insel Rügen, 1858
- Flora von Mecklenburg, 1860
- Abriß der Mecklenburg, 1861
- Die Geschichte Mecklenburgs, mit besonderer Berücksichtigung der Culturgeschichte 1855–1856, 2 vol.